# Амберд (село)
Амберд (вірм. Ամբերդ) — село в марзі Армавір, на заході Вірменії. Село розташоване на правому березі річки Касах, за 10 км на північ від міста Вагаршапата, за 2 км на північний захід від села Айгешат, за 2 км на північ від села Дохс, за 3 км на північний схід від села Агавнатун та за 3 км на південний схід від села Лернамерц.